# Haarnadelkathode

Unbenutzte Haarnadelkathode

Eine Haarnadelkathode oder auch Filament ist der Teil der Elektronenquelle von Elektronenmikroskopen, der die Elektronen liefert. 
Sie besteht aus einem U-förmig gebogenen Draht (in der Regel Wolfram), der mit Hilfe eines elektrischen Stroms im Vakuum zum Glühen gebracht wird (vgl. Glühkathode). Die dabei aus dem Draht austretende Elektronenwolke wird durch die Anodenspannung in Richtung Anode beschleunigt und passiert als dünner Elektronenstrahl die Anodenblende. Die Intensität des Elektronenstrahls kann mit einer Wehneltblende bzw. einem Wehneltzylinder gesteuert werden.

Durchgebrannte Haarnadelkathode

Haarnadelkathoden werden im Laufe des Betriebs aufgrund der Verdampfung von Wolfram immer dünner und brennen nach einiger Zeit durch. Sie sind daher Verschleißteile und werden fertig konfektioniert für verschiedene Elektronenmikroskope angeboten.